# Marc Soli
Marc Soli is een Belgisch voormalig karateka.

## Levensloop
Soli behaalde in 1975 brons in de gewichtsklasse -65kg van het kumite op de Europese kampioenschappen in het Belgische Oostende.